# Consumentenelektronica

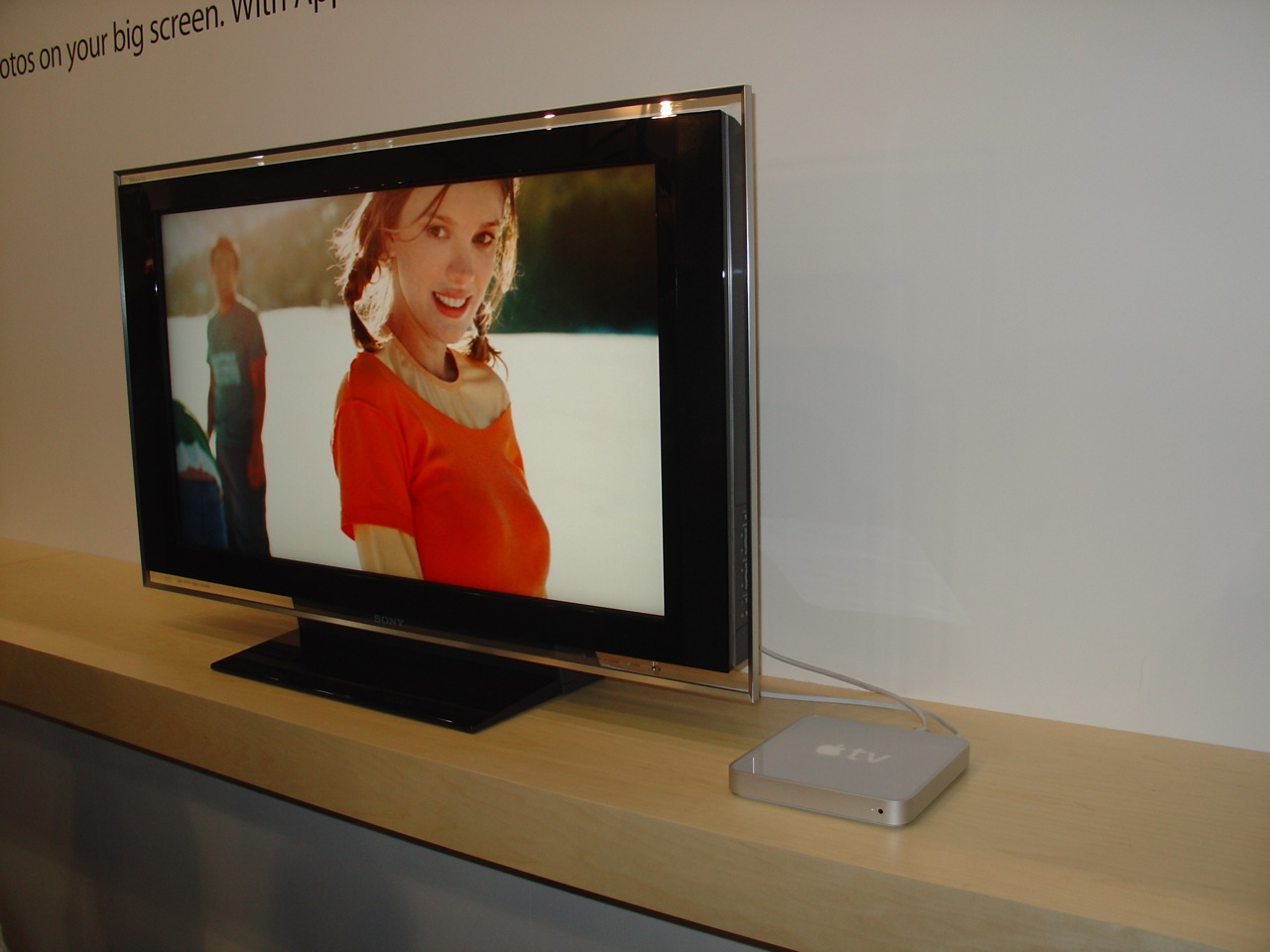
Populaire consumentenelektronica: een televisie.

Consumentenelektronica is een overkoepelende term voor alle elektronische apparaten die door de consument kunnen worden aangeschaft. Dit kan bijvoorbeeld een mp3-speler zijn, een kleurentelevisie of dvd-speler.
Ter onderscheiding van andere huishoudelijke apparaten wordt deze groep artikelen ook wel bruingoed genoemd, als tegenhanger van witgoed en grijsgoed.
Consumentenapparatuur kan gratis worden ingeleverd voor recycling, bijvoorbeeld bij de milieustraat of bij de winkel, al dan niet bij aanschaf van een nieuw vergelijkbaar product. De inzameling en recycling van deze apparatuur wordt georganiseerd door Wecycle (Nederland) en Recupel (België). De kosten voor de inzameling en recycling worden betaald door de producenten en importeurs en worden deels gefinancierd uit de verwijderingsbijdrage.